# Vitznau
Vitznau är en ort och kommun i distriktet Luzern-Land i kantonen Luzern, Schweiz. Kommunen har 1 430 invånare (2023).
Vitznau ligger vid Vierwaldstättersjön med båtförbindelse bland annat till Luzern. Det finns även en kuggstångsbana till Rigi Kulm.